# Engoulevent roux
Antrostomus rufus
Espèce
Synonymes
- Caprimulgus rufus Boddaert, 1783
(protonyme)

Répartition géographique
Statut de conservation UICN

 LC  : Préoccupation mineure
L'Engoulevent roux (Antrostomus rufus) est une espèce d'oiseaux d'Amérique appartenant à la famille des Caprimulgidae.
Il fréquente les savanes et forêts jusqu'à 1000 m d'altitude.